# Clidemia intonsa
Clidemia intonsa är en tvåhjärtbladig växtart som beskrevs av E.Cotton och W.Meier. Clidemia intonsa ingår i släktet Clidemia och familjen Melastomataceae. Inga underarter finns listade i Catalogue of Life.